# Athanasia Tsoumeleka
Athanasia Tsoumeleka (griechisch Αθανασία Τσουμελέκα, * 2. Januar 1982 in Preveza) ist eine ehemalige griechische Geherin und Olympiasiegerin.
Schon 2001 im Alter von 19 Jahren wurde sie im 10-km-Gehen Vizeeuropameisterin im Juniorenbereich mit einer Zeit von 46:29,20 min.
2003 holte sie in 1:33,55 h die Goldmedaille bei den U23-Europameisterschaften im 20-km-Gehen. Bei ihrem ersten Start im Seniorenbereich wurde sie bei den Weltmeisterschaften 2003 in Paris/Saint-Denis schon Siebte.
Bei den Olympischen Spielen 2004 in Athen holte sie vor eigenem Publikum die Goldmedaille im 20-km-Gehen, vor Olimpiada Iwanowa (RUS) und Jane Saville (AUS).
Trotz Verletzung entschied sie sich, bei den Weltmeisterschaften 2005 in Helsinki an den Start zu gehen. Wenige Kilometer vor dem Ziel auf einem sicheren dritten Platz liegend, wurde sie überraschend disqualifiziert. Diese Disqualifikation war später von vielen heftigst kritisiert worden, da sie als Olympiasiegerin ständig eine Kamera neben sich hatte und auf den Fernsehbildern kein Regelverstoß auffiel.
2006 legte sie eine Babypause ein. Bei den Weltmeisterschaften 2007 in Osaka schied sie aus.
Kurz vor den Olympischen Spielen 2008 in Peking, bei denen Tsoumeleka den neunten Platz belegte, war ein Dopingtest vorgenommen worden, der eine Einnahme von Erythropoetin (EPO) anzeigte. Als dies im Januar 2009 bekanntgegeben wurde, erklärte sie ihren Rücktritt. Am 2. Februar 2009 verlautbarte der griechische Leichtathletikverband, dass die B-Probe das Ergebnis bestätigte. Daraufhin wurde eine zweijährige Sperre wegen Verstoßes gegen die Doping-Bestimmungen verhängt und das Ergebnis bei den Olympischen Spielen annulliert. Darüber hinaus gehörte Tsoumeleka zu den Sportlern, denen Ende April 2009 bei Nachkontrollen von Dopingproben, die während der Olympischen Spiele in Peking genommen worden waren, das EPO-Präparat CERA nachgewiesen wurde. Später wurde sie für zwei Jahre bis Januar 2011 gesperrt.
Athanasia Tsoumeleka ist 1,57 m groß und wiegt 47 kg.

## Persönliche Bestzeiten
- 5000 m Gehen: 22:04,90 min, 10. April 2003, Iraklio
- 10.000 m Gehen: 44:10,02 min, 17. April 2004, Pyrgos
- 10 km Gehen: 46:43 min, 19. Mai 2001, Dudince
- 20 km Gehen: 1:29,12 min, 23. August 2004, Athen